# Quick Charge
Quick Charge (dall'inglese "ricarica veloce"), abbreviato QC, è una tecnologia che si trova nei System-on-a-chip Snapdragon di Qualcomm e usata in dispositivi come computer e telefoni cellulari per la gestione dell'alimentazione elettrica tramite interfaccia USB. Permette la ricarica delle batterie nei dispositivi in tempi più rapidi rispetto a quanto consentito dallo standard USB, aumentando la tensione di uscita fornita dal caricatore USB, adottando tecniche per prevenire i danni alla batteria causati dalla ricarica rapida incontrollata e regolando internamente la tensione in ingresso.

## Dettagli
Quick Charge è una tecnologia proprietaria che consente la ricarica di dispositivi alimentati a batteria, soprattutto telefoni cellulari, a livelli inferiori o superiori ai tipici 5 Volt e 2 Ampere consentiti dalla maggior parte degli standard USB. Per usufruire della carica rapida di Qualcomm, sia l'alimentatore sia il dispositivo devono essere compatibili con il protocollo.
Nel 2012, l'USB Implementers Forum (USB IF) ha annunciato la definizione lo standard USB Power Delivery (USB PD) che consentiva ai dispositivi di trasferire fino a 100 watt di potenza su porte USB compatibili. Questa è stata la versione 1.0 di QC.
Con Quick Charge 2.0 fu introdotta una funzione opzionale chiamata Dual Charge (all'inizio detta Parallel Charging), che utilizzava due circuiti integrati PMIC (Power management integrated circuit) per dividere la potenza in 2 flussi in modo da ridurre la temperatura del telefono sotto carica.
A partire dalla versione 3.0, la tecnologia Quick Charge è stata denominata INOV (Intelligent Negotiation for Optimal Voltage, Negoziazione Intelligente per Tensione Ottimale), con versioni successive che migliorano a seguito dei livelli di tensione di carica consentiti.
Quick Charge 4.0 è stato annunciato a dicembre 2016 insieme a Snapdragon 835. La versione 4.0 implementa ulteriori misure di sicurezza per la protezione da sovraccarico e surriscaldamento ed è conforme alle specifiche USB⁠-⁠C e USB Power Delivery (USB-PD).
Spesso i costruttori colorano di rosso il connettore e/o la porta dedicata al QC per distinguerla da quelle ordinarie.

## Versioni
| Tecnologia       | Tensione | Corrente massima                    | Potenza massima                                  | Nuove Caratteristiche                                                                               | Data di distribuzione | Versione del chip in cui è supportata                                                          |
| ---------------- | --- | ----------------------------------- | ------------------------------------------------ | --------------------------------------------------------------------------------------------------- | --------------------- | ---------------------------------------------------------------------------------------------- |
| Quick Charge 1.0 | 5 V | 2 A                                 | 10 W                                             | - AICL (Automatic Input Current Limit) - APSD (Automatic Power Source Detection)                    | 2013                  | Snapdragon 600                                                                                 |
| Quick Charge 2.0 | 5 V, 9 V, 12 V | 3 A, 2 A, o 1.67 A                  | 18 W                                             | - HVDCP (High Voltage Dedicated Charging Port) - Dual Charge (opzionale)                            | 2015                  | Snapdragon 200, 208, 210, 212, 400, 410, 412, 415, 425, 610, 615, 616, 800, 801, 805, 808, 810 |
| Quick Charge 3.0 | 3.6 V a 20 V, dinamico con incrementi di 200 mV | 2.5 A o 4.6 A                       | 18 W                                             | - HVDCP+ - Dual Charge+ (opzionale) - INOV 1.0 & 2.0 - Battery Saver Technologies                   | 2016                  | Snapdragon 427, 430, 435, 617, 620, 625, 626, 650, 652, 653, 820, 821                          |
| Quick Charge 4   | 3.6 V a 20 V, dinamico con incrementi di 200 mV tramite caricatore QC 5 V. 9V via USB-PD 3 V a 11 V, con incrementi di 20 mV e 0 V a 3 V con incrementi di 50 mA via USB-PD 4.0 PPS (Programmable Power Supply) | 3 A via USB-PD 2.5 A o 4.6 A via QC | 18 W o 27 W via USB-PD 100 W (20 V * 5 A) via QC | - HVDCP++ - Dual Charge++ (opzionale) - INOV 3.0 - Battery Saver Technologies 2 - USB-PD compatible | 2017                  | Snapdragon 630, 636, 660, 835                                                                  |
| Quick Charge 4+  | 5 V, 9 V via USB-PD 3.6 V a 20 V, Incrementi di 200 mV con "QC charger" | 3 A via USB-PD 2.5 A o 4.6 A via QC | 18 W o 27 W via USB-PD 100 W (20 V * 5 A) via QC | - Dual Charge++ (non opzionale) - Intelligent Thermal Balancing - Advanced Safety Features          | 2017                  | Snapdragon 670, 675, 710, 712, 720G, 730, 730G, 845, 855, 855+                                 |

## Altri protocolli di ricarica
Numerose altre società hanno le proprie tecnologie concorrenti; tra queste, vi sono:
- Pump Express della Mediatek
- SuperCharge della Huawei
- VOOC della OPPO (concesso in licenza a OnePlus come Dash Charge).[22]